# サイワールド

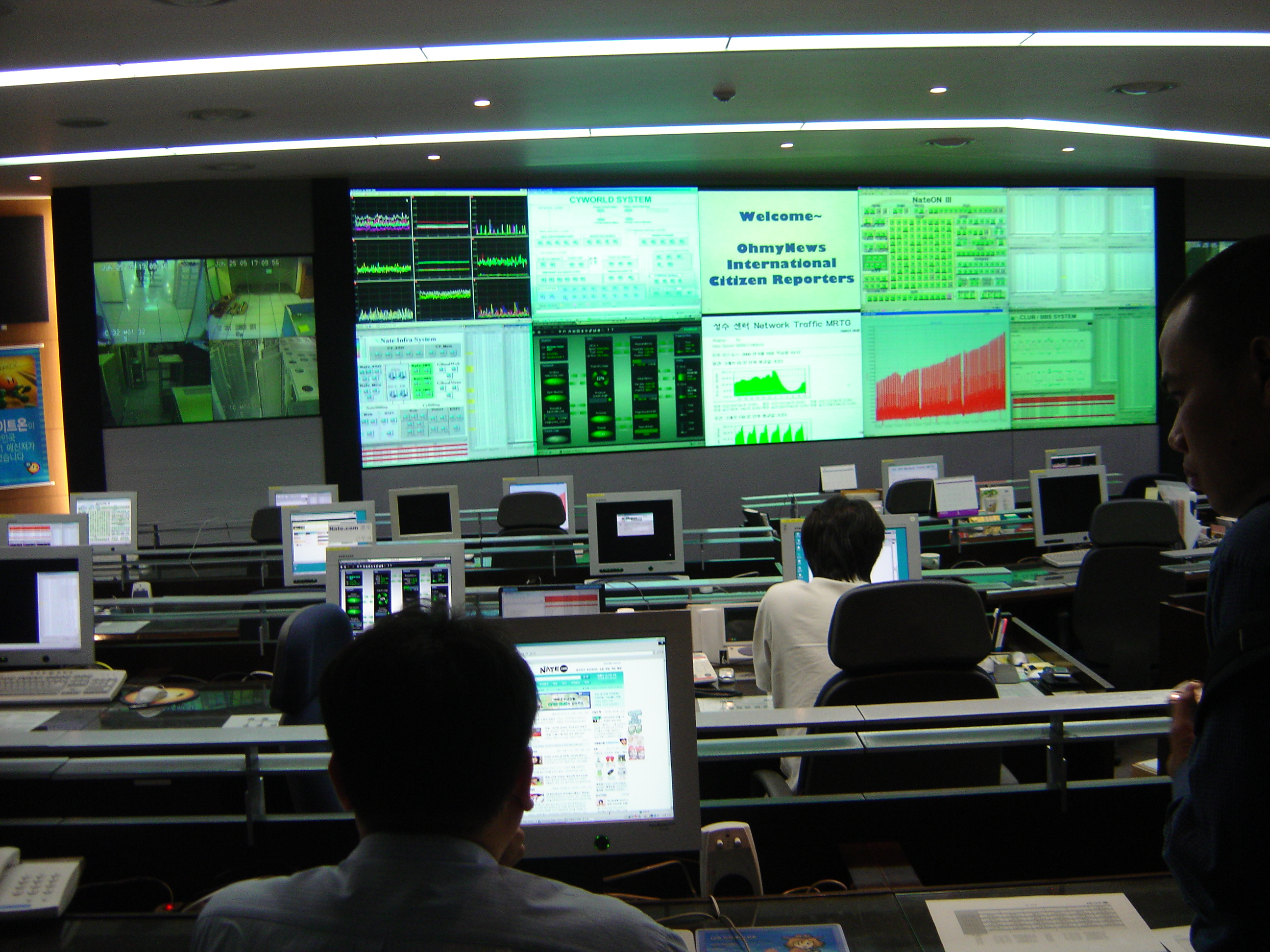
韓国ソウルにあるサイワールドのコントロールルーム

サイワールド（英: Cyworld、朝: 싸이월드）は、韓国のエアが運営するソーシャル・ネットワーキング・サービス（SNS）である。

## 概要
韓国最大のSNSであり、韓国では2008年6月現在で2200万人が会員登録している。サイワールドの「サイ」は、サイバーと朝鮮語で「仲」という意味の「サイ」をかけたものである。1999年9月1日、韓国でサービス開始。その後何度かバージョンアップを重ね、2007年現在はVer.4.0である。2005年12月5日に日本で、2006年8月15日にアメリカでのサービスを開始した。一時期、台湾とドイツでサービスを提供していたことがあり、2010年現在は、中国、ベトナムでもサービスを行っている。
日本語版の運営は日本サイワールド株式会社（旧：SKコミュニケーションズ日本株式会社）が行っていた。日本語版と朝鮮語版ユーザ間で互換性はなく、独立している。また日本人と韓国人の社会制度や価値観に合わせ、多少の変更点がある。
2008年5月13日、日本サイワールド株式会社は同年5月19日から、日本版を韓国が好きな人々が集まるSNSにリニューアルすると発表した。
2009年6月19日、同年8月21日をもって日本向けサービスを終了することを発表した。
2010年2月、アメリカ及び台湾でのサービスを終了した。
2014年1月、SKコミュニケーションズは株式会社サイワールドを設立して分社化。2016年にはポータルサイトのフリーチェル創業者に買収されたが2018年末には経営難に陥り、2019年10月にアクセス不能になっていることが確認された。

## 参加方法

### 韓国版
朝鮮語版では韓国人は登録する際に実名と住民登録番号が必要である。日本人のような外国人が自分で登録する場合、ソウルの本社に郵送もしくは電子メールにて手続きを取る必要がある。韓国内に滞在していても手続きには2週間以上かかることがあり、手間がかかる。また公開に際しては実名の公開が必須である。また利用者の中には住所や電話番号などの個人情報を公開している利用者や、個人写真を載せて閲覧者を選ばないアルバム代わりとしている利用者もいる。

## 機能

### ミニホムピィ
サイワールドにおける各個人それぞれのミニホームページを「ミニホムピィ」と呼ぶ。アカウントを得たユーザーはそれぞれミニホムピィを持つことができる。
ミニホムピィにはブログのように自分で自由にアレンジを加えることができ、ページの様々なパーツを購入し設定することができる。音楽を購入しBGMにすることもできる。ギフトショップでサイワールド内通貨である「どんぐり」を購入し、それを消費して様々なパーツを手に入れる。
ミニホムピィではCover Storyやプロフィールに加え、日記、フォト（画像）、フリーボード、ゲスト帳の機能が用意されている。